# ぼくのそばにおいでよ
『ぼくのそばにおいでよ』(COME TO MY BEDSIDE)は、1969年12月1日に発売された加藤和彦の1枚目のソロ・アルバム。

## 解説
1968年10月にザ・フォーク・クルセダーズを解散した加藤はサンフランシスコに渡り、当時全盛だったヒッピー・カルチャーに触れたのち帰国。松山猛とアルバム制作にとりかかり、ニッポン放送の守屋嘉一と伊豫部富治の助力を得てレコーディングした。これは当初『児雷也』というタイトルの2枚組アルバムとして発表する予定だったが、東芝は2枚組での発売に難色を示し、タイトルと収録曲が変更され1枚でリリースされた。加藤はレコード会社の圧力によってアルバムの内容が変更された経緯を記した『児雷也顛末記』と題する抗議文をアルバム・カバーに記載した。本作にはカントリーやアメリカン・フォーク、ディキシーランド・ジャズ、ラテン音楽、日本の童謡など、さまざまな音楽的要素が含まれており、後年、加藤は「あれはちょうど、例のヒッピーの世界から帰ってきた後だから、カルチャー・ショックと日本の自分がいままでやってる音楽と、カオス状態の時にできたやつだから、なんか不可解なもんですよ」と語っている。

## アートワーク
オリジナル・アナログ盤はゲートフォールド (見開き) 仕様でポスターが付いていた。後年のCDリイシューではトータル・デザインに組み込まれ、紙ジャケットCDではジャケットが通常の1枚仕様になっている。なお、初発売時のレコード帯には、以下のキャッチコピーが記載されていた。

## 収録曲
アナログ・レコードでは#1から#7までがA面に、#8から#13までがB面に収録されている。
曲名と時間表記は初出アナログ・レコードに基づく。
1. ぼくのそばにおいでよ (COME TO MY BEDSIDE) - (3:58)
訳詞：日高仁、作詞/作曲：エリック・アンダーソン、編曲：加藤和彦と彼のグループ
アメリカのシンガー・ソングライター、エリック・アンダーソンの楽曲の日本語によるカバー。加藤のソロ名義による3枚目のシングルとして#9とのカップリングでリリースされた。
2. 日本の幸福I (THIS IS MY LAND I) - (3:06)
3. 日本の幸福II (THIS IS MY LAND II) - (3:14)
4. 日本の幸福III (THIS IS MY LAND III) - (1:43)
作詞：佐藤信、作曲：加藤和彦、編曲：青木望 (#2) / 加藤和彦と彼のグループ (#3 & #4)
メドレー形式による三部構成の組曲。これは佐藤信が主宰していた劇団黒テントの劇中歌で、佐藤が脚本を担当し、1968年11月24日にNTVで放映された同名の単発テレビドラマの主題歌にも使われている。
5. だいせんじがけだらなよさ (DAISENJIGAKEDARANAYOSA) - (2:19)
作詞：寺山修司、作曲：田中未知、編曲：加藤和彦と彼のグループ
この楽曲の詞は寺山が天上桟敷の舞台「ある家族の血の起源」のために書いた台詞[2]の一部である。カルメン・マキがカバーしている[3]。
6. タヌキ (TANUKI) - (3:05)
作詞：松山猛、作曲：トラディッショナル、編曲：クニ河内
俗謡に松山があらたな歌詞をつけたもの。
7. 9月はほうき星の流れる時 (SEPTEMBER IS A LONELY WORD) - (10:18)
作詞：松山猛、作曲：加藤和彦、編曲：クニ河内
8. ネズミ・チュウ・チュウ、ネコ・ニャン・ニャン (CHU CHU AND NIYAN NIYAN) - (4:00)
作詞：松山猛、作曲：加藤和彦、編曲：ありたあきら
9. アーサーのブティック (ARTHER'S BOUTIQUE) - (5:37)
作詞：松山猛、作曲：加藤和彦、編曲：クニ河内
この楽曲には編曲者の意向で三味線が使われている[4]。
10. ひるねのミカ (DREAMIN' MIKA) - (5:09)
作曲/編曲：加藤和彦
加藤のアコースティック・ギターによるインストゥルメンタル。小倉エージはこの曲のトム・ラッシュからの影響を指摘している[5]。なお、加藤によると、この響きはマーチンD-45特有のものであるという[4]。
11. ゼニフェッショナル・ブルース (ZENIFESSIONAL BLUES) - (4:48)
作詞：松山猛、作曲：加藤和彦、編曲：加藤和彦と彼のグループ
12. 13番街のおもちゃ屋 (SLAUGHTER ON 13TH STREET TOY SHOP) - (4:46)
作詞：松山猛、作曲：加藤和彦、編曲：青木望
この楽曲は、五つの赤い風船が第2回全日本フォークジャンボリー出演時にカバーしている。
13. 僕のおもちゃ箱 (MY TOY BOX) - (3:25)
作詞：北山修、作曲：加藤和彦、編曲：ありたあきら
加藤のファースト・ソロ・シングル曲。レコード会社の意向でアルバムに加えられた[1]。

### ボーナス・トラック
2017年6月28日にユニバーサルミュージックジャパンから発売されたリイシュー盤『ぼくのそばにおいでよ+2』 (UICY-7306)には以下のボーナス・トラックが2曲追加されている。
時間表記は前記CDに基づく。
1. ネズミ・チュウ・チュウ・ネコ・ニャン・ニャン（シングル・ヴァージョン） - (3:17)
作詞：松山猛、作曲：加藤和彦、編曲：ありたあきら
加藤のソロ2枚目となるシングル曲。#8のエディット・ヴァージョンで、ミキシングも異なっている。
2. チッチとサリー - (2:59)
作詞：秋野由美子、補作詞：みつはしちかこ、作曲：加藤和彦、編曲：加藤和彦とそのグループ
翁玖美子とのユニット ”チッチとサリー” 名義によるシングル曲。

## 参加ミュージシャン
本作にはクレジット記載がないが、加藤の記憶や朝妻一郎の記録によると、以下のミュージシャンが参加しているという。
- 柳田ヒロ
- 木田高介
- つのだひろ
- 神谷重徳
- 深町純
- クニ河内
- チト河内
- 遠藤俊雄
- 谷野ひとし
- 藤田秀雄

## 発売履歴
| 形態 | 発売日         | レーベル  | 品番       | アートワーク | 解説            | リマスタリング | 初出/再発 | 備考                                                              |
| ---- | -------------- | --------- | ---------- | ------------ | --------------- | -------------- | --------- | ----------------------------------------------------------------- |
| LP   | 1969年12月01日 | EXPRESS   | EP-7729    | ?            |                 | なし           | 初出      | A式ジャケット 初回盤はレッドビニール仕様                          |
| LP   | 1972年03月05日 | EXPRESS   | ETP-8165   | ?            |                 | なし           | 再発      | A式ジャケット                                                     |
| LP   | 1978年         | DIW       | TL-1018    | ?            |                 | なし           | 再発      | A式ジャケット                                                     |
| CD   | 1991年03月20日 | EASTWORLD | TOCT-6035  | ?            | 篠原章/藤脇邦夫 | 記載なし       | 初出      |                                                                   |
| CD   | 1999年02月25日 | Pヴァイン | PCD-1473   | ?            | 田口史人/湯浅学 | 記載なし       | 再発      | 【“ニューロックの夜明け”番外編7】                                 |
| CD   | 2008年10月22日 | EXPRESS   | TOCT-26698 | ?            | なし            | 記載なし       | 再発      | 紙ジャケット                                                      |
| CD   | 2011年10月26日 | EXPRESS   | TOCT-11402 | ?            | 湯浅学          | 渡辺昭人       | 再発      | 【EMI ROCKS “The First”】 紙ジャケット                            |
| CD   | 2017年06月28日 | EXPRESS   | UPCY-7306  | ?            | 小松喜冶        | 記載なし       | 再発      | 【名盤発見伝 ジャパニーズ・グラフィティー】 ボーナス・トラック2曲 |